# Воротник Степан Григорович
Степан Григорович Воротник (6 січня 1908, Нехвороща — 3 грудня 1991, Чернігів) — радянський військовий льотчик, Герой Радянського Союзу (1944).

## Біографія
Народився 6 січня 1908 року в селі Нехворощі (нині Полтавський район Полтавської області України) у селянській сім'ї. Українець. Закінчив шість класів неповної середньої школи, потім курси механізаторів.
У 1930 році призваний до лав Червоної Армії. У 1934 році закінчив Харківську військово-авіаційну школу льотчиків і льотнабів. Служив льотчиком в авіаційних частинах Київського особливого військового округу.
У боях німецько-радянської війни з червня 1941 року. Воював на Сталінградському, 4-му Українському фронтах. Командир ескадрильї 503-го штурмового авіаційного полку (206-а штурмова авіаційна дивізія 8-ї повітряної армії 4-го Українського фронту) капітан С. Г. Воротник до літа 1944 року здійснив 128 успішних бойових вильоти.
Після закінчення Великої Вітчизняної війни продовжив службу у Військово-повітряних силах СРСР. У 1953 році закінчив Краснодарскую вищу офіцерську школу штурманів. З 1954 року майор у запасі. Жив у Чернігові. Помер 3 грудня 1991 року. Похований на Яцевському кладовищі міста Чернігова.

## Нагороди
- 2 серпня 1944 року за зразкове виконання бойових завдань командування по знищенню живої сили і техніки противника і проявлені при цьому мужність і героїзм присвоєно звання Героя Радянського Союзу (медаль «Золота Зірка» (№ 3987).
- Ордени Леніна, Червоного Прапора (4), Вітчизняої війни 1 ст., Червоної Зірки.
- Медаль «За бойові заслуги»

## Вшанування пам'яті
У Чернігові, на будинку де він жив С. Г. Воротник, встановлено меморіальну дошку.